# Mgarski Monaster Przemienienia Pańskiego
Mgarski Monaster Przemienienia Pańskiego – prawosławny męski klasztor w okolicach Łubni, w eparchii połtawskiej Ukraińskiego Kościoła Prawosławnego Patriarchatu Moskiewskiego. 
Monaster Mgarski został ufundowany w 1619 przez Rainę Wiśniowiecką, wdowę po Michale Wiśniowieckim. Małżeństwo to już wcześniej utworzyło w swoich dobrach klasztory prawosławne w Hustyni i w Ładanie. Klasztor powstał w lesie mgarskim w okolicy Łubniów. Zgodnie z wolą fundatorki wszystkie trzy wspólnoty miały posiadać wspólnego przełożonego noszącego godność ihumena. Pierwszą osobą sprawującą tę godność został Izajasz (Kopiński). Monastery funkcjonowały jako prawosławne przez kilkanaście lat. Po konwersji syna Rainy Wiśniowieckiej, Jeremiego, na katolicyzm obrządku łacińskiego, wszystkie wspólnoty przyjęły unię. Ich ponowne przejęcie przez prawosławnych mnichów nastąpiło w czasie powstania Chmielnickiego. 
W 1653 w Łubniach zatrzymał się, w drodze powrotnej z Moskwy do Konstantynopola, patriarcha konstantynopolitański Atanazy III, zmuszony do tego chorobą. Hierarcha zmarł w monasterze 5 kwietnia 1654 i zgodnie ze swoją wolą został w nim pochowany. Według prawosławnej tradycji jego ciało nie uległo rozkładowi. W 1662 na polecenie metropolity Gazy Paisjusza grób patriarchy został otwarty, a sam hierarcha zaliczony w poczet świętych biskupów z dodatkowym przydomkiem cudotwórca łubieński. Klasztor ulegał zniszczeniu w czasie pożaru w 1726 i 1785, jednak za każdym razem był odbudowywany. Do monasteru wielokrotnie wstępowali starzy Kozacy zaporoscy, gdy podeszły wiek uniemożliwiał im prowadzenie dotychczasowego trybu życia. W 1663, po zrzeczeniu się godności hetmana wojsk zaporoskich, do wspólnoty wstąpił Jerzy Chmielnicki, przyjmując imię zakonne Gedeon. W 1678 w monasterze odbył się ponowny pochówek metropolity kijowskiego Józefa (Nielubowicza-Tukalskiego).
W latach 1684–1692, ze środków przekazanych przez hetmanów Iwana Samojłowicza i Iwana Mazepę na miejscu starszej świątyni monasterskiej został wzniesiony okazały kamienny sobór Przemienienia Pańskiego. Świątynia ta została zbudowana w stylu baroku kozackiego z elementami tradycyjnej staroruskiej architektury cerkiewnej. Poświęcenia budynku dokonał w 1692 metropolita kijowski Warłaam (Jasiński). W 1733 monaster po raz kolejny doznał zniszczeń wskutek pożaru. W 1744 po raz pierwszy w historii przełożony klasztoru, ihumen Joazaf, otrzymał godność archimandryty. Od 1785 wspólnota posiadała filialny skit pod wezwaniem Zwiastowania. W 1799 w klasztorze został pochowany patriarcha konstantynopolitański Serafin. W monasterze znajdują się również nagrobki arcybiskupa tobolskiego Ambrożego (zm. 1826) i biskupa połtawskiego Metodego. 
Od 1813 do 1838 przełożeni Monasteru Mgarskiego byli równocześnie rektorami seminarium duchownego w Połtawie, zaś od 1843 honorowe zwierzchnictwo nad klasztorem należało do biskupa połtawskiego, który wyznaczał do codziennego zarządzania wspólnotą swojego namiestnika. 
W czasie wojny domowej w Rosji, w 1919, siedemnastu mnichów monasteru zostało rozstrzelanych przez bolszewików za okazywanie pomocy Białym. W 2008 zostali oni uznani za świętych nowomęczenników. W 1922, w ramach akcji konfiskaty kosztowności cerkiewnych, władze bolszewickie odebrały mnichom srebrną rakę, w której przechowywane były relikwie świętego patriarchy Atanazego. Następnie klasztorowi odebrano również relikwie (zostały następnie przeniesione do soboru Zwiastowania w Charkowie). 
Na początku lat 30. XX wieku klasztor został zlikwidowany i zmieniony w placówkę dla dzieci osób uznanych za „wrogów narodu”. Następnie mieścił się w nim batalion karny, od 1946 do 1985 – magazyn wojskowy, zaś od 1985 letni obóz pionierski. W opisywanym okresie budynki monasterskie zostały zdewastowane, a niektóre z nich – zrujnowane. W złym stanie technicznym przetrwały główny sobór, dzwonnica, cerkwie św. Atanazego i Zwiastowania oraz osiemnastowieczny budynek mieszkalny. Ukraiński Kościół Prawosławny Patriarchatu Moskiewskiego odzyskał monaster w 1993. Jego pierwszym przełożonym został ihumen Filip (Osadczenko).